# 金主鎬
金主鎬（キム・ジュホ、김주호、きん しゅこう、1984年12月5日 - ）は、韓国の囲碁棋士。ソウル出身、韓国棋院所属、権甲龍七段門下、九段。電子ランド杯王中王戦準優勝、LG杯世界棋王戦ベスト8など。

## 経歴
1999年入段。2000年に三星火災杯に韓国代表として出場（1回戦○王煜輝、2回戦×劉昌赫）。2001年二段。2002年三段、オスラムコリア杯新鋭連勝最強戦準優勝。2003年王位戦リーグ入り、四段、LG杯世界棋王戦で柳時熏、周鶴洋を下しベスト8進出。2004年BCカード杯新人王戦、LG精油杯戦でベスト4、第1回電子ランド杯王中王戦で準優勝。2005年王中王戦ベスト4、棋聖戦ベスト8、囲碁マスターズ帝王戦10位。2006年七段。2008年八段。2010年九段。
韓国囲碁リーグは2004年から第一火災チームなどで出場。韓国棋士ランキングでは2005年14位。

### 主な棋歴
国際棋戦
- LG杯世界棋王戦 ベスト8 2003年第8回（○柳時熏、○周鶴洋、×李昌鎬）

国内棋戦
- オスラムコリア杯新鋭連勝最強戦 準優勝 2002年
- 電子ランド杯王中王戦 準優勝 2004年（1-2 金成龍）
- 韓国囲碁リーグ
  - 2004年（第一火災）
  - 2005年（第一火災）
  - 2006年（パークランド）
  - 2007年（第一火災）
  - 2008年
  - 2009年（ハンゲーム）
  - 2010年（ハンゲーム）